# Строєшть (комуна, Вилча)
Строєшть, Строєшті (рум. Stroești) — комуна у повіті Вилча в Румунії. До складу комуни входять такі села (дані про населення за 2002 рік):
- Діану (596 осіб)
- Оброчешть (398 осіб)
- Пожоджі-Черна (299 осіб)
- Строєшть (953 особи)
- Чирешу (858 осіб)

Комуна розташована на відстані 187 км на північний захід від Бухареста, 36 км на захід від Римніку-Вилчі, 84 км на північ від Крайови, 147 км на південний захід від Брашова.

## Населення
За даними перепису населення 2002 року у комуні проживали 3104 особи, усі — румуни. Усі жителі комуни рідною мовою назвали румунську.
Склад населення комуни за віросповіданням:
| Релігія       | Кількість осіб | Відсоток |
| ------------- | -------------- | -------- |
| православні   | 3097           | 99,8%    |
| п'ятдесятники | 7              | 0,2%     |

## Зовнішні посилання
- Дані про комуну Строєшть на сайті Ghidul Primăriilor [Архівовано 15 червня 2012 у Wayback Machine.]